# БТС-001 ОК-МЛ-1
БТС-001 ОК-МЛ-1, Изделие 0.01, БТС-01 (Большой транспортный самолёт первый, Орбитальный корабль-Макет) — полноразмерный испытательный макет орбитального корабля «Буран», предназначенный для отработки воздушной транспортировки орбитального комплекса, а также для повторно-статических прочностных испытаний. После наработки материалов для первого полёта «Бурана» и последующего фактического закрытия программы в 1993 году переоборудован в научно-познавательный аттракцион «Буран: космическое путешествие» и доставлен в ЦПКиО им. М.Горького на Фрунзенской набережной в Москве.
Аналог БТС-001 использовался для отработки воздушной транспортировки с самолётом-носителем М-201М (модернизированный вариант бомбардировщика 3М ОКБ им. В. М. Мясищева). После проведения программы прочностных испытаний должен был стать пособием для тренировок экипажей в бассейне ЦПК в условиях гидроневесомости. Общий вес макета корабля составляет около 50 тонн.

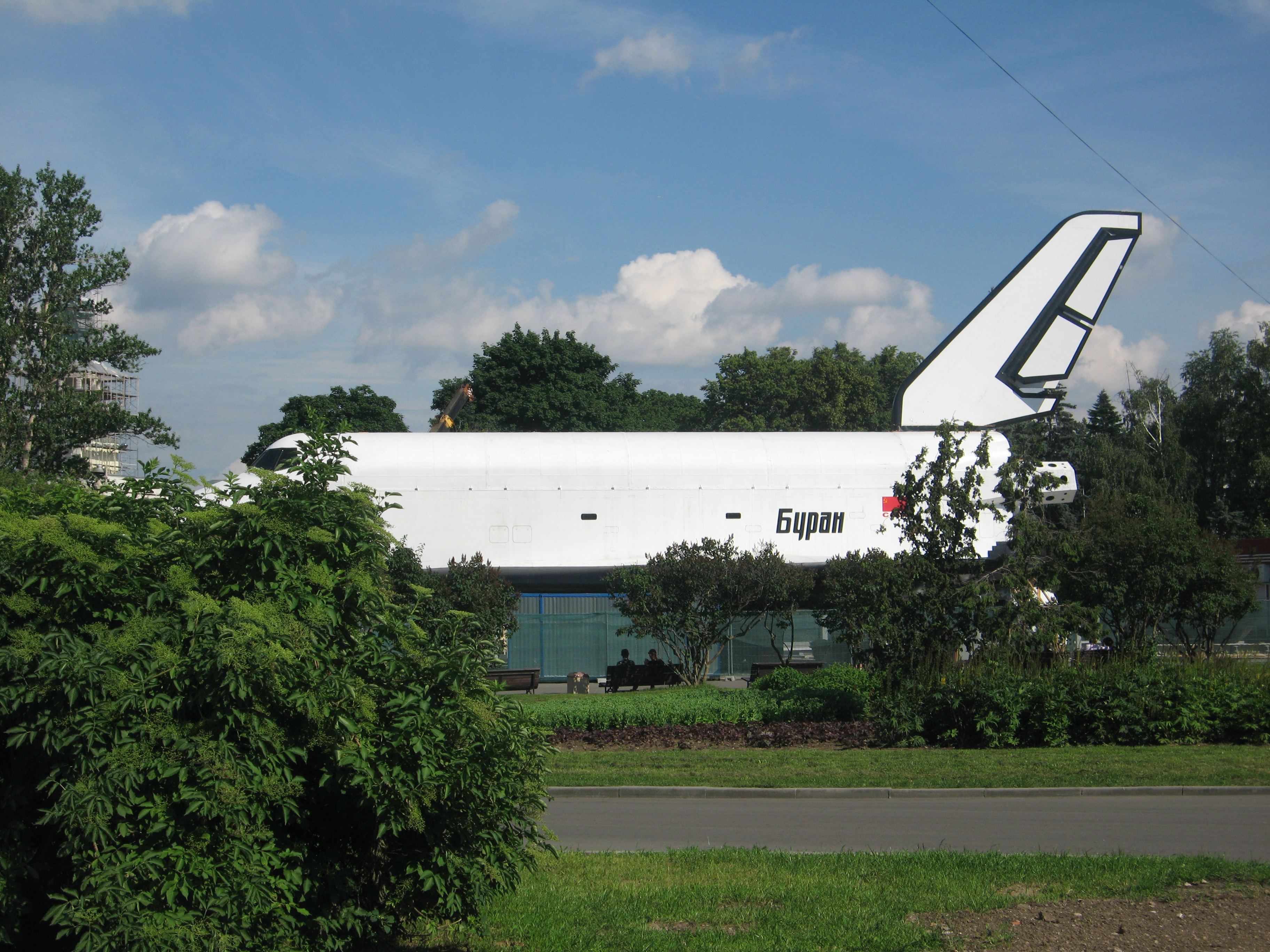
На ВДНХ

Левое крыло со стойкой шасси и со штатной теплозащитой, включённые в состав БТС-001, сняты с другого макета для тепло-вакуумных испытаний ОК-ТВА.
В ночь на 6 июля 2014 года макет корабля, который более 20 лет украшал Пушкинскую набережную в парке Горького в Москве, перевезли на ВДНХ. К 1 августа был выставлен на новом месте — неподалёку от модели ракеты «Восток» на площади Промышленности.